# Mormo maura
Mormo maura là một loài bướm đêm trong họ Noctuidae.

## Hình ảnh

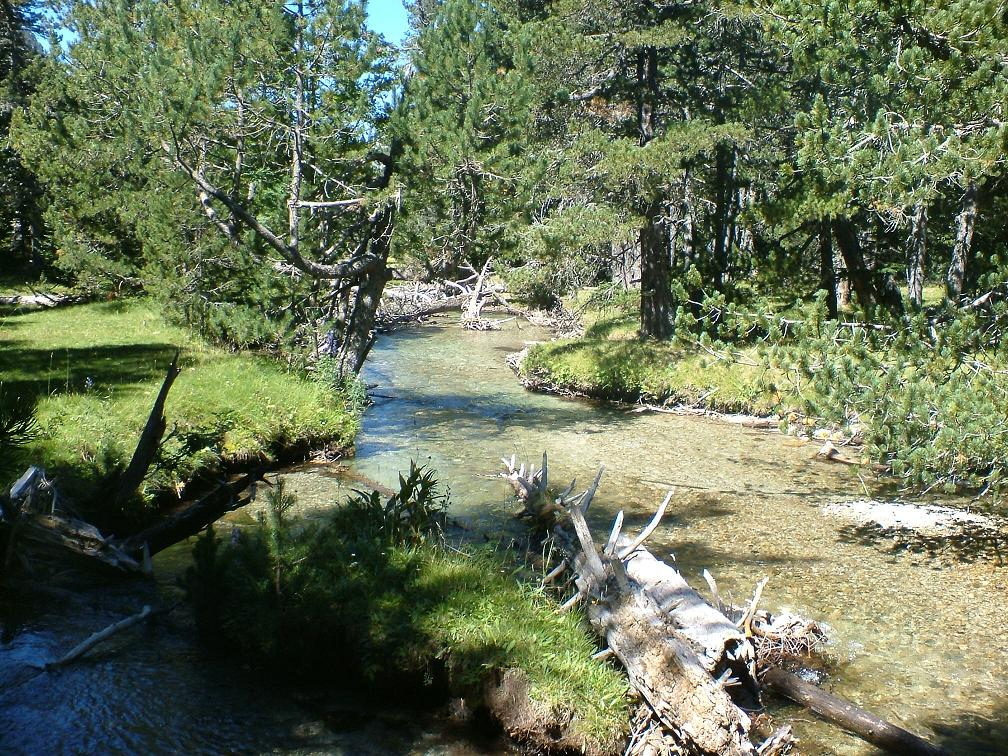
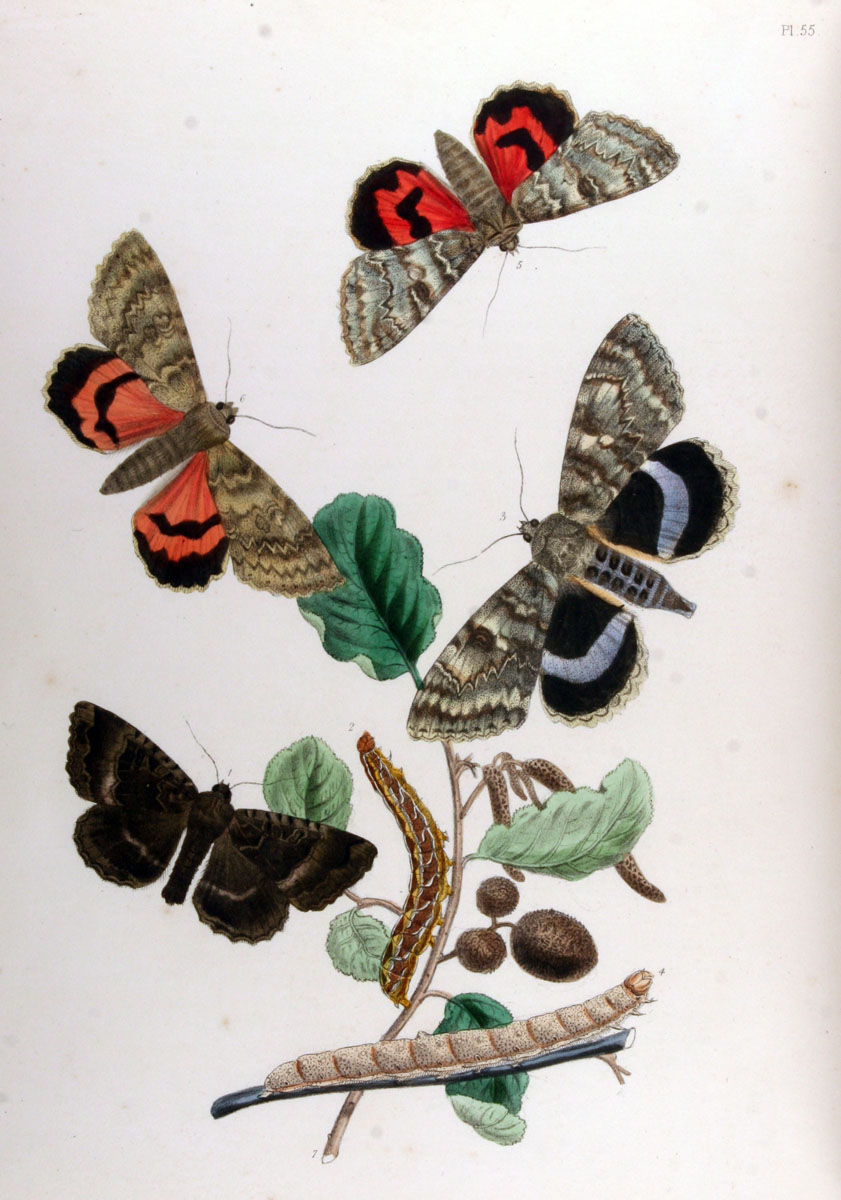
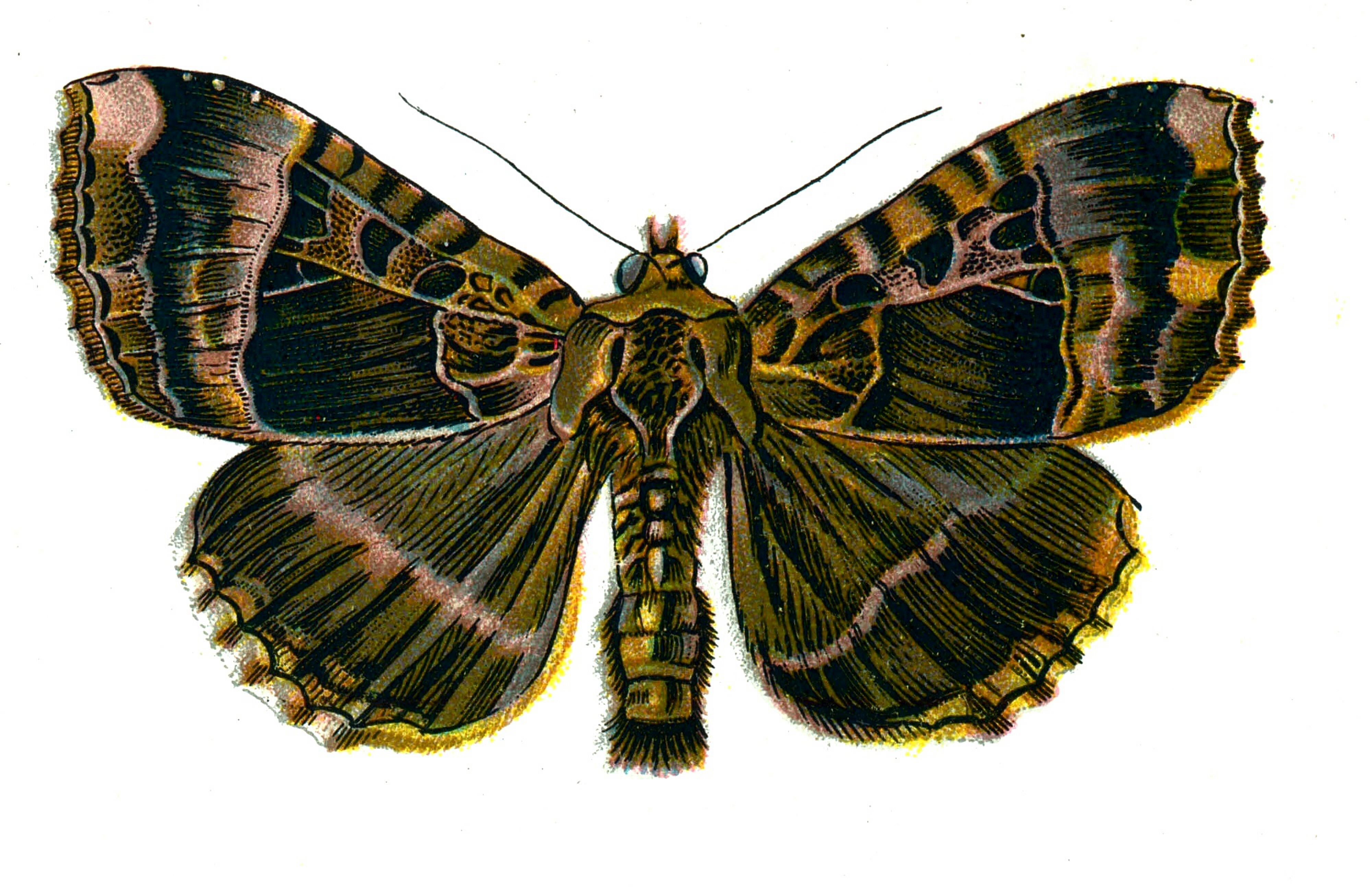
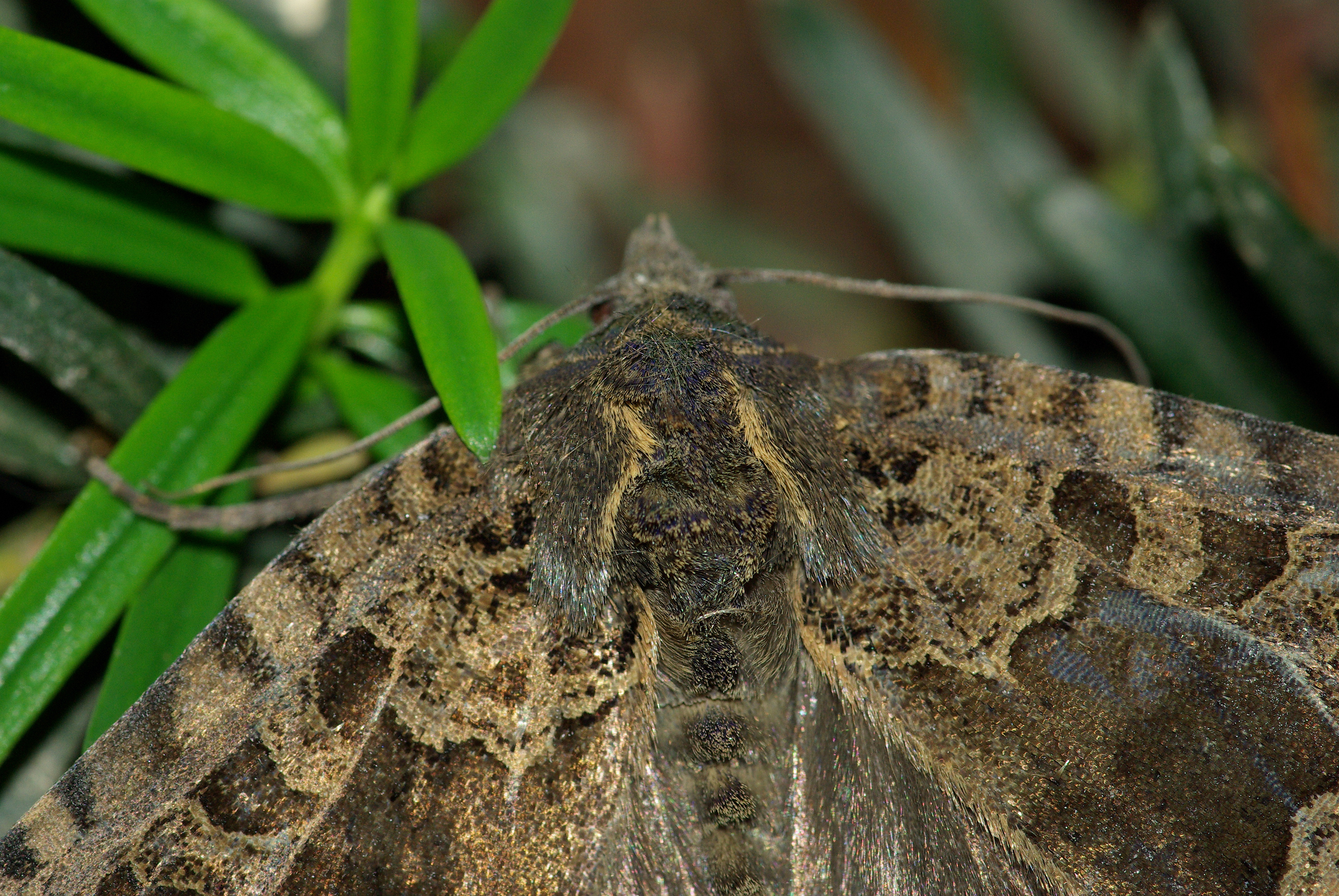